# Contea di Adams (Washington)
La contea di Adams (in inglese Adams County) è una contea dello Stato di Washington, negli Stati Uniti. La popolazione al censimento del 2000 era di 16 428 abitanti. Il capoluogo di contea è Ritzville.

## Geografia
La contea si trova nel sud-est dello Stato. Il territorio è una steppa semi-arida e si colloca dove le channeled scablands incontrano la regione di Palouse. Le due città più popolate sono il capoluogo, Ritzville, e Othello. La prima si trova nel nord-est della contea, la seconda nel sud-ovest.

### Contee confinanti
- Contea di Lincoln - nord
- Contea di Whitman - est
- Contea di Franklin - sud
- Contea di Grant - ovest

## Storia
La contea fu creata nel 1883 da parte della contea di Whitman. I nativi della regione erano i Palouse e i primi coloni arrivarono nel 1869. Fu chiamata così in onore del presidente John Adams.

## Comuni

### Cities
- Othello
- Ritzville (capoluogo)

### Towns
- Hatton
- Lind
- Washtucna